# Rolf Töpfer
Rolf Töpfer (* 12. November 1932) ist ein ehemaliger deutscher Radrennfahrer, der in den 1950er Jahren in der DDR aktiv war. 

## Sportliche Laufbahn
1953 hatte Töpfer mit dem Start bei der DDR-Rundfahrt seinen ersten landesweiten Auftritt. Er fuhr für die Sportvereinigung Rotation, schied aber vorzeitig aus. Als 1954 der SC Rotation Leipzig gegründet wurde, wurde er in das Aufgebot der Sektion Radsport aufgenommen. Er gewann bei den DDR-Meisterschaften im Querfeldeinrennen 1955 den Titel, es blieb der einzige seiner Laufbahn. Zurück auf der Straße wurde er Sieger beim Eintagesrennen Berlin–Cottbus–Berlin, gewann im gleichen Jahr den Großen Diamant-Preis, 1957 den Großen Raspa-Preis und das Rundstreckenrennen Plauen und außerdem, inzwischen für den SC DHfK Leipzig startend, erreichte er mit Platz vier sein bestes Ergebnis bei der DDR-Rundfahrt. Bei den Ausscheidungsrennen für die Nationalmannschaft zur Internationalen Friedensfahrt 1958 gehörte er zu den auffälligsten Fahrern und wurde für das Friedensfahrt-Team nominiert. Bei dem 12-Etappen-Rennen konnte er die Erwartungen nicht erfüllen und kam in der Endwertung als schlechtester DDR-Fahrer mit 3:44 Stunden Rückstand auf den 70. Platz. 1959 gewann Töpfer das Straßenradrennen Rund um die Braunkohle im Spurt vor Schur und Adler und wurde Zweiter im Rennen Rund um die Hainleite. Er fuhr seine letzte DDR-Rundfahrt, die er als 28. beendete. Seinen letzten bemerkenswerten Sieg errang er 1960 beim Eintagesrennen Berlin–Angermünde–Berlin, einem Klassiker im DDR-Radsport. Wegen seiner an den Österreicher Max Bulla erinnernden Kampffreudigkeit trug er den Spitznamen "Bulla".
Bis weit ins Rentenalter blieb Töpfer mit dem Radsport verbunden. Er gehörte 1994 zu den Gründungsmitgliedern des RSV 94 Fürstenberg/Havel. 2008 nahm er 75-jährig an der 2000 km langen Internationalen Touristischen Friedensfahrt Berlin – Rom teil und 2012 startete Töpfer bei dem Jedermannrennen Neuseen Classics.